# Cranenburg
Cranenburg of Kranenburg was een kasteel in de Nederlandse plaats Bleiswijk, provincie Zuid-Holland.
Halewijn II van Leiden bouwde de Cranenburg rond 1106 op een zandplaat langs de Rotte. Waarschijnlijk betrof het een leengoed van graaf Floris II, die het kasteel beschouwde als een belangrijk strategisch bolwerk. Dankzij de ligging langs de Rotte kon het kasteel de scheepvaart controleren.
Het kasteel vererfde naar Filips I van Wassenaer en in de 13e eeuw naar Bartholomeus II van Wassenaer. Deze laatste zou zich ook naar het kasteel gaan noemen.
In 1536 kreeg Jacob Boem toestemming van de Hoge Heemraden om een brug en een poort aan het kasteel toe te voegen.
Cranenburg raakte midden 16e eeuw in verval en was in 1573 een ruïne. Mogelijk speelde de Tachtigjarige Oorlog hierin een rol en is het slot met geweld verwoest. De stad Rotterdam kocht in 1582 de ruïne aan. Het veengebied rondom het kasteel werd hierna afgegraven en de puinresten van het slot zijn elders hergebruikt. 
In 2000 is op de vermoedelijke kasteellocatie een archeologische waarneming gedaan, maar het is niet waarschijnlijk dat het om restanten van het kasteel ging. 
Abbenbroek · Abspoel · Adegeest · Slot Alkemade ·  Altena · Arkelsburg · Bellesteyn · Huis ten Berghe · Binckhorst · Binnenhof · Blijdestein · Te Blotinghe · Boekenburg · Boekhorst · Boshuysen · Bulgersteyn · Burcht (Leiden) · Burcht (Voorne) · Slot Capelle · Coebel · Cranenburg · Crayestein · Cronesteyn · Crooswijk · Develstein · 't Huys Dever · Dirks Steenhuis · Ter Does · Duivenstein · Duivenvoorde · Endegeest · Endepoel · Foreest · Giessenburg · Gravensteen · Groot Haesebroek · 's Heeraartsberg · Hof van Wateringen · Holy · Slot Honingen · Kasteel van de Heren van Arkel · Kasteel van Gouda · Keenenburg · Kasteel Keukenhof · Klein Poelgeest · Huis te Langerak · Langestein · Huis te Liesveld · Ter Lips · De Loo · Madeburcht · Marenburch · Meerburg · Huis te Merwede · Huis ter Mey · Kasteel van der Meye · Niemandsvriend · Noordeloos · Oud-Berendrecht · Oud-Poelgeest · Oud Teylingen · Paddenpoel · Persijn · Groot Poelgeest · Hof van Putten · Puttensteyn · Landgoed De Raephorst · Kasteel Ravesteyn · Kasteel van Rhoon · Rijnegom · Rijnenburg · Huis te Riviere · Rodenburg · Hofstad Rodenrijs · Rodenrijs · Rosenburgh · Huis Roucoop · Santhorst · Schelluinderberg · Schonenburg · Kasteel van Schoonhoven · Souburgh · Spangen · Starrenburg · Huis ter Specke · Steenvoorde · Stenevelt · Slot Teylingen · Den Toll · Torenvliet · Slot Valckesteyn · Huis ter Waard · Warmont · Ter Weer · Hof van Wena · Kasteel Westerbeek · Huis te Woude · Kasteel van IJsselmonde · 't Zand · Huis Zevender · Kasteel aan de Zevender · Zijlhof · Zonneveld · Huis Zuidwijk · Zwieten